# Depressieve stoornis niet anderszins omschreven
Depressieve stoornis NAO (Engels: depressive disorder not otherwise specified, DD-NOS) is een groepsnaam voor symptomen die niet onder andere depressieve stoornissen te plaatsen zijn. DD-NAO omvat "elke depressieve stoornis die niet voldoet aan de criteria voor een specifieke aandoening".
Voorbeelden van stoornissen in deze categorie omvatten die welke soms beschreven worden als milde depressieve stoornis en herhalende korte depressie.

## DSM IV-TR-classificatie
De categorie "depressieve stoornis NAO" omvat stoornissen met kenmerken van een depressie die niet voldoen aan de classificatie voor een depressieve stoornis, dysthyme stoornis, aanpassingsstoornis met depressieve stemming of aanpassingsstoornis met gemengde angst en depressieve stemming. Sommige depressieve symptomen kunnen onderdeel zijn van een angststoornis Niet Anderszins Omschreven.